# كاي هوست
كاي هوست (بالألمانية: Kay Huste)‏ (مواليد 8 نوفمبر 1974) هو ملاكم ألماني، مثّل بلاده في الألعاب الأولمبية الصيفية 2000.

## روابط خارجية
كاي هوست على موقع أوليمبيديا (الإنجليزية)